# Snow-White
Snow-White è un cortometraggio animato del 1933 appartenente alla serie di cartoni animati aventi come protagonista il personaggio di Betty Boop, creato da Max Fleischer per i Fleischer Studios.
Snow-White è considerato uno dei più importanti capolavori della storia dell'animazione americana, ed è inserito nella Library of Congress come opera culturalmente significativa da preservare ai posteri. Inoltre venne introdotto nella National Film Registry, e nel 1994 nella lista dei 50 migliori cartoni animati della storia.

## Storia
Il cortometraggio fu diretto da Dave Fleischer, prodotto da Max Fleischer e animato da Roland Crandall. Distribuito dalla Paramount Pictures il 31 marzo del 1933. La trama dell'opera è liberamente ispirata alla celebre fiaba di Biancaneve.

## Curiosità
- Nel cortometraggio appare la canzone St. James Infirmary nella versione interpretata da Cab Calloway. Viene cantata dal personaggio di Koko il Clown (per l'occasione trasformato in un fantasma animato al rotoscopio sulle movenze di Cab Calloway), doppiato da Calloway stesso.
- Alcune clip del cortometraggio sono state utilizzate per produrre il videoclip del brano Mercury di Ghostemane e 6 A.M. di Night Skinny.